# Speloeophorus digueti
Speloeophorus digueti is een krabbensoort uit de familie van de Leucosiidae. De wetenschappelijke naam van de soort is voor het eerst geldig gepubliceerd in 1898 door Bouvier.